# Église Saint-Guénolé de Batz-sur-Mer
Pour les articles homonymes, voir Saint-Guénolé.
L’église Saint-Guénolé est une église catholique située à Batz-sur-Mer, en Loire-Atlantique (France).

## Historique
L'édifice est construit aux XVe et XVIe siècles sur l’emplacement d’une église plus ancienne dédiée à saint Cyr et à sa mère sainte Julitte, que les moines de Landévennec placent sous la protection de saint Guénolé, le fondateur de leur monastère et saint-patron.
Cette église de style gothique flamboyant date de la fin du XIVe siècle et du début du XVe siècle. La tour, haute de 60 mètres, surmontée d'un clocheton cantonné de pinacles, est plus récente puisqu'elle date de 1677. À l'origine, l’église est surmontée d’un clocher de bois, victime de la foudre en 1603 et en 1657. Un impôt prélevé sur le vin vendu au détail sur le territoire de Batz permet de financer la construction d'un clocher en pierre. Du sommet de ce clocher on peut observer par temps clair, un panorama remarquable, depuis l'île de Noirmoutier jusqu'à Belle-Île.

Extérieur de l'Eglise Saint-Guénolé
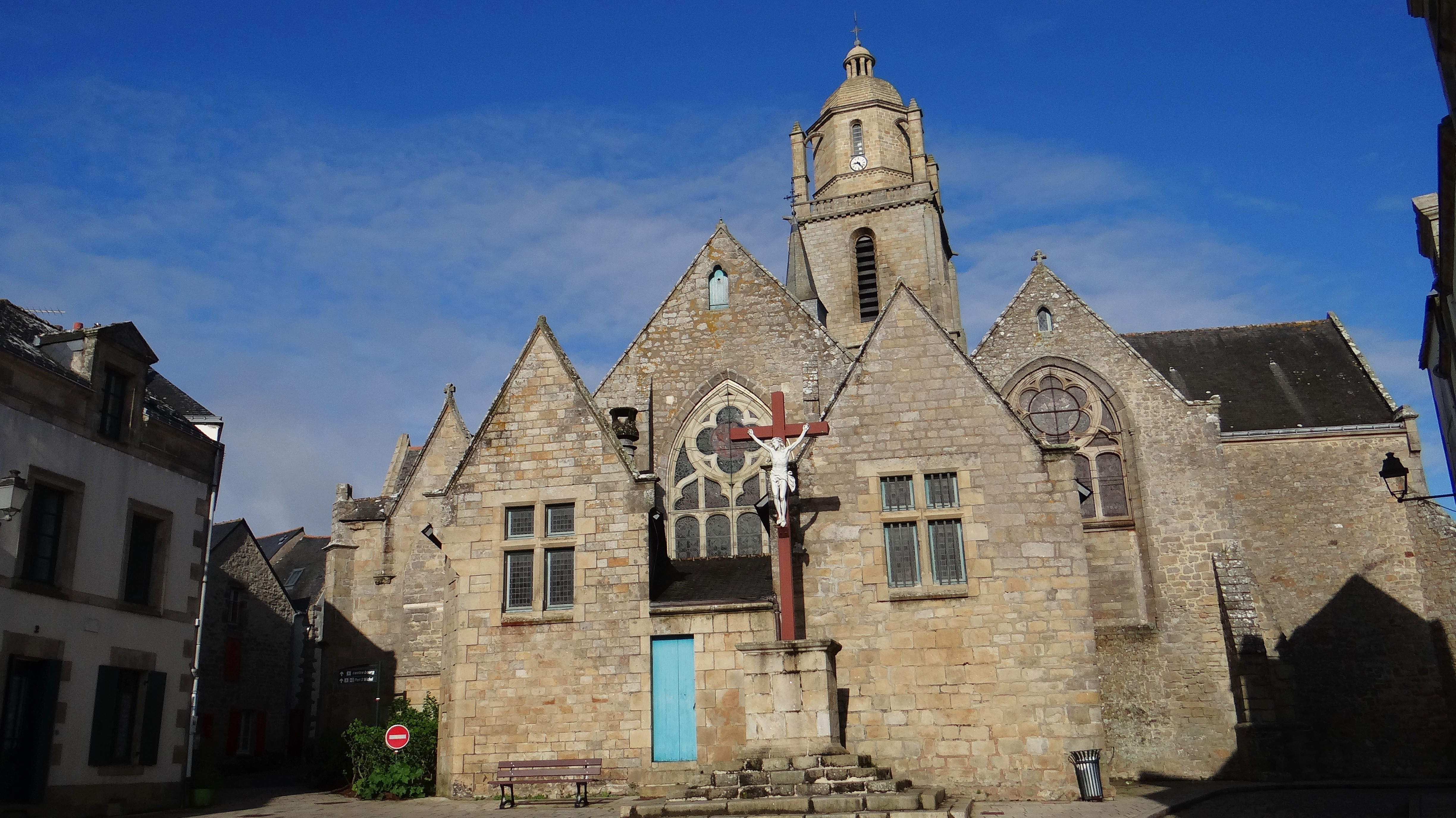
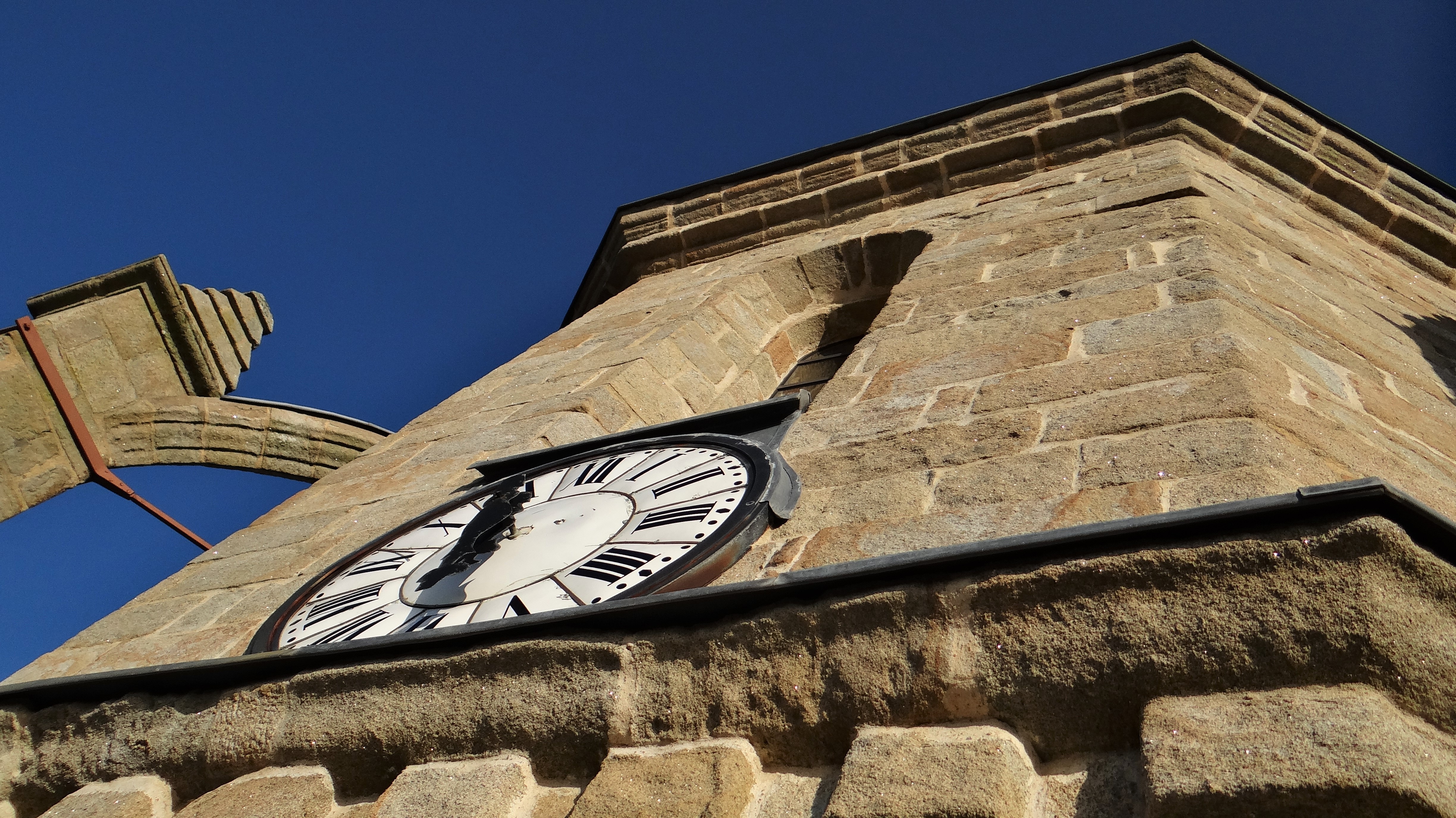
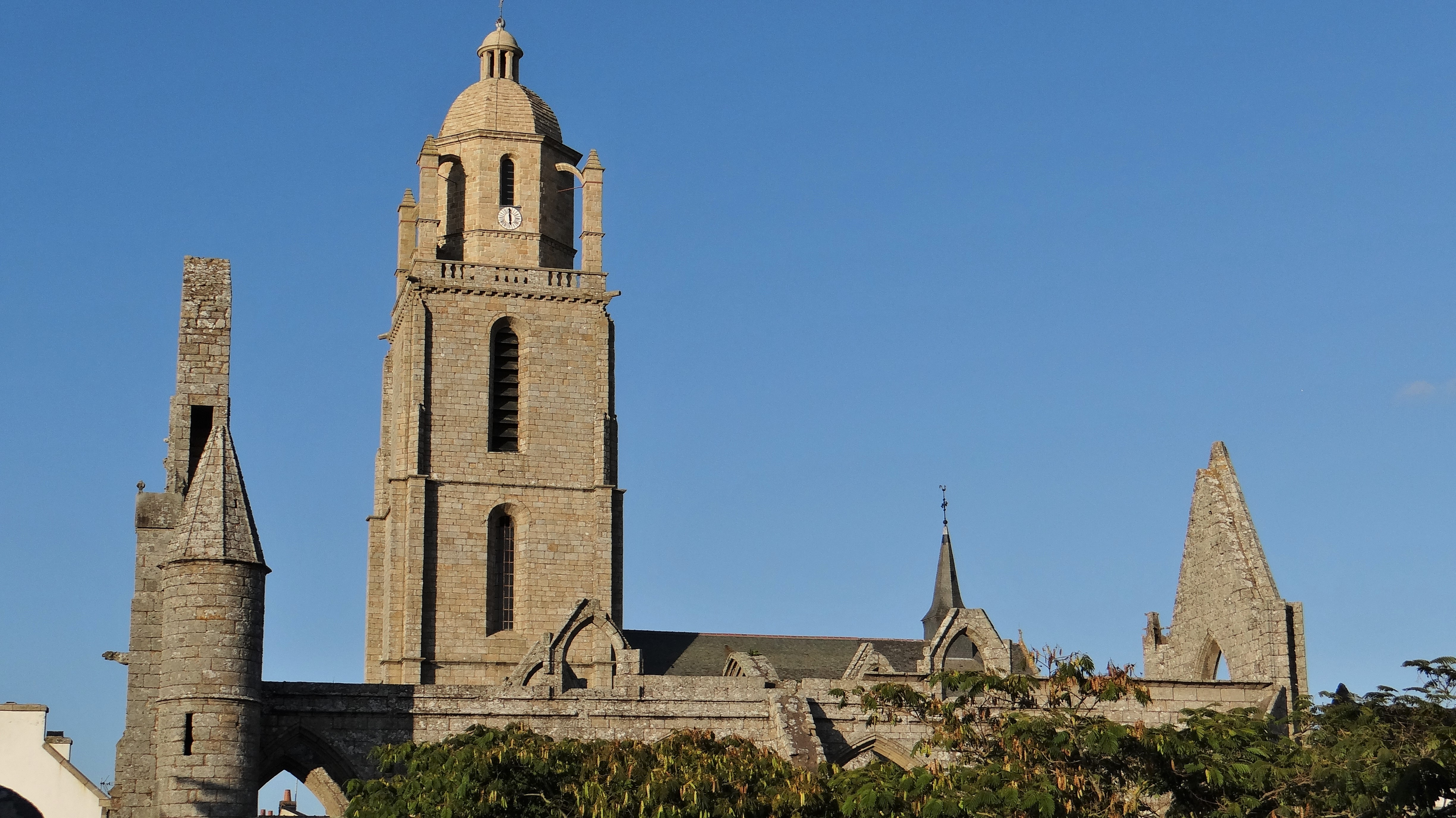
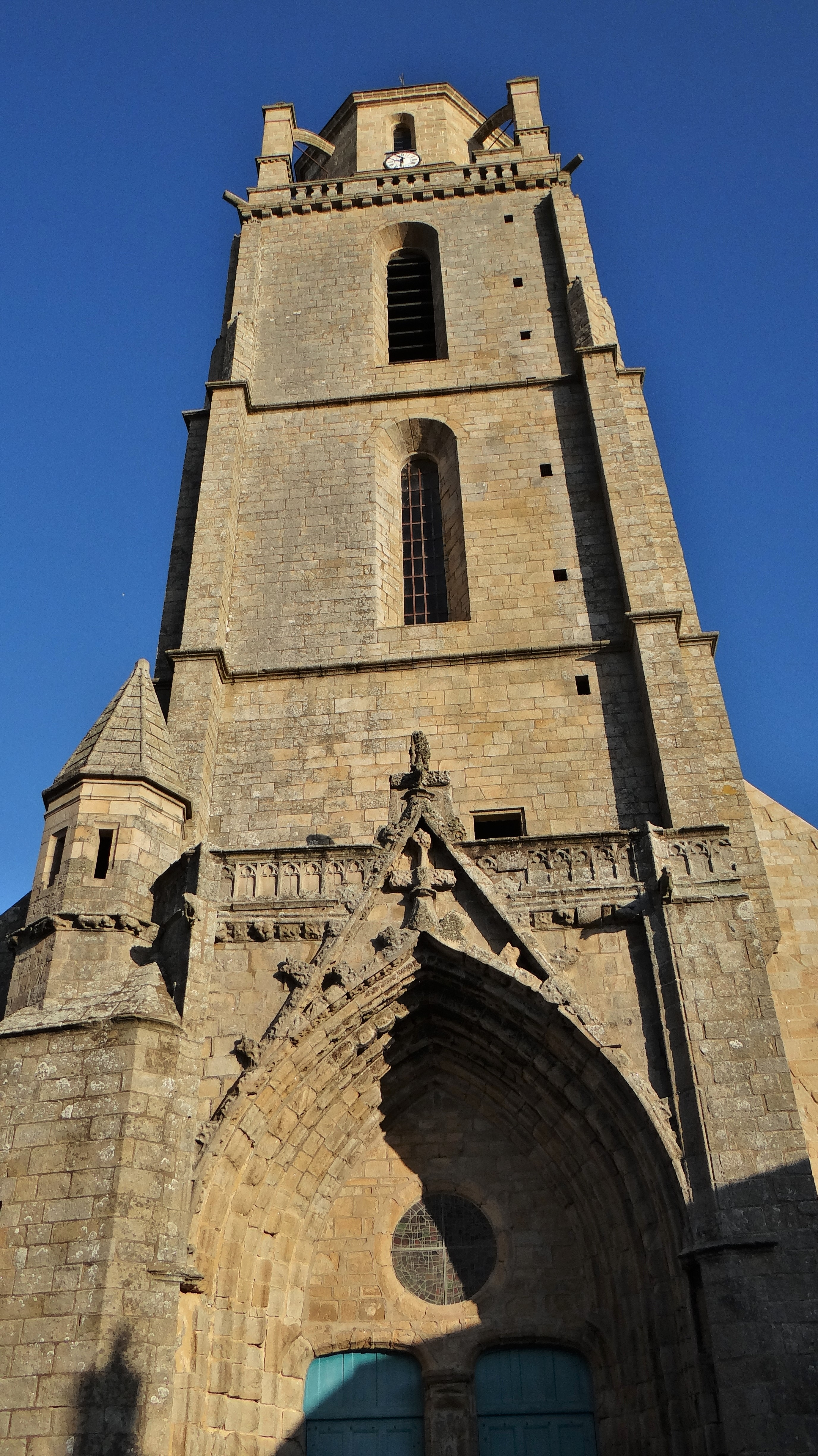
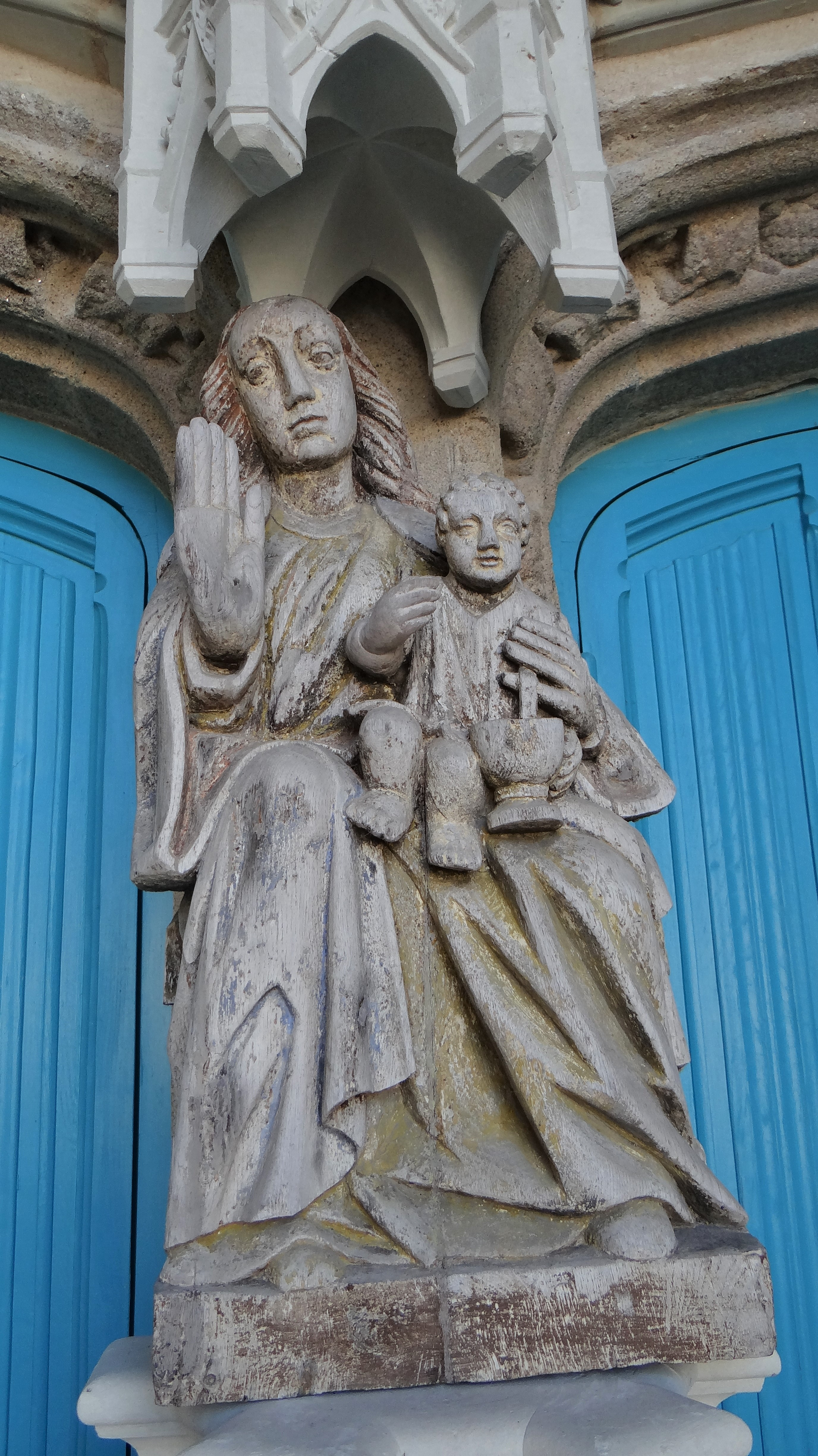

Panorama depuis le clocher
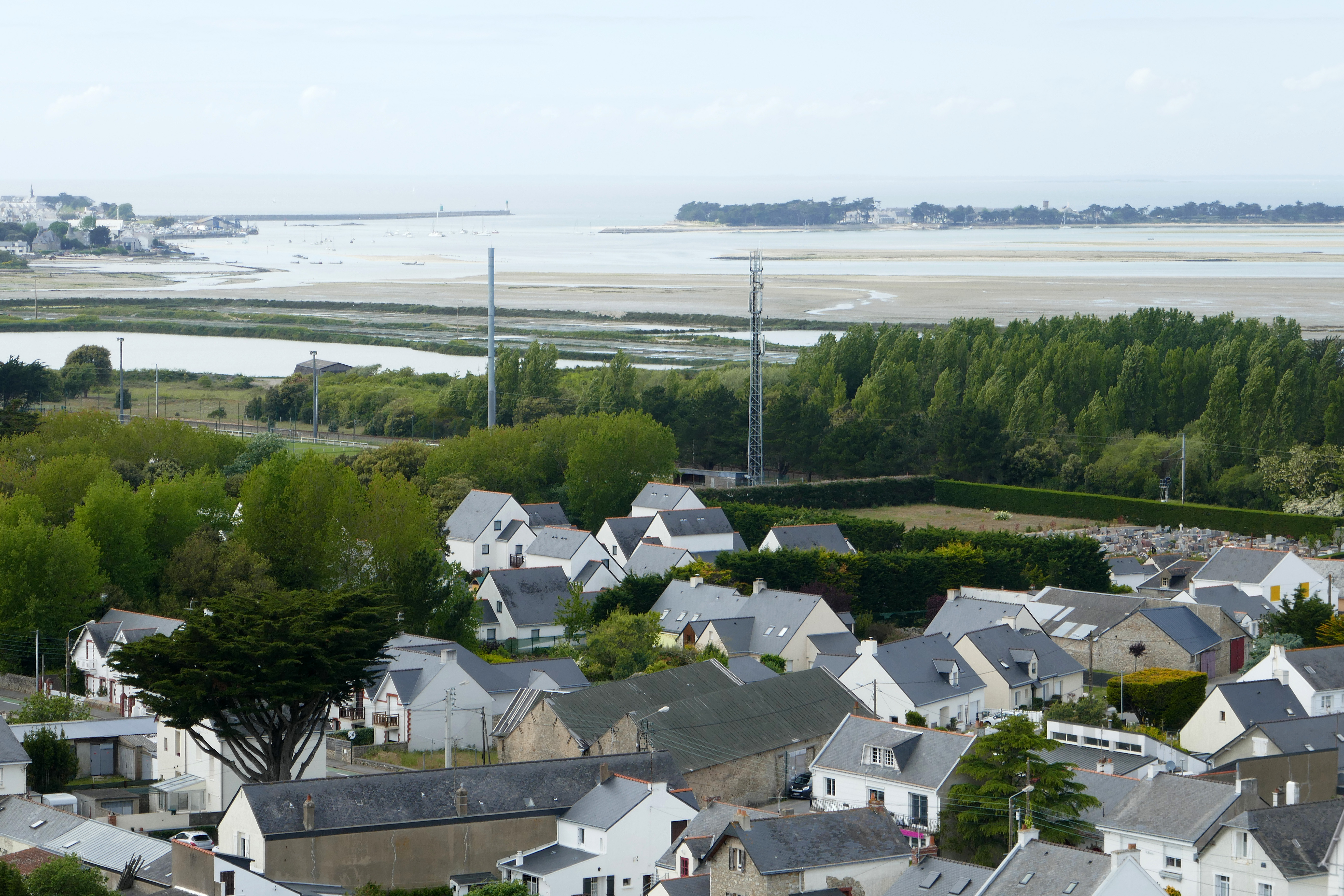
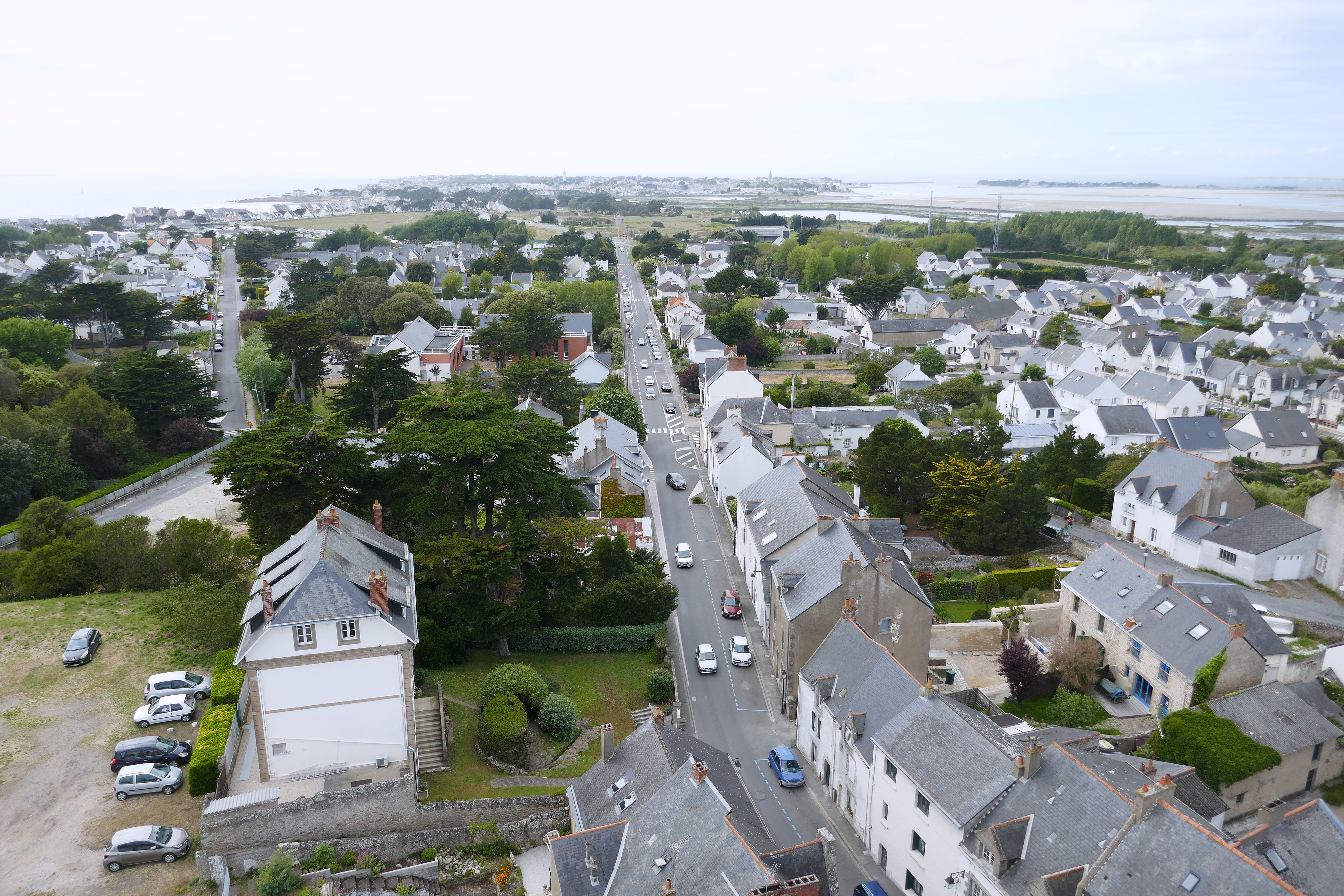
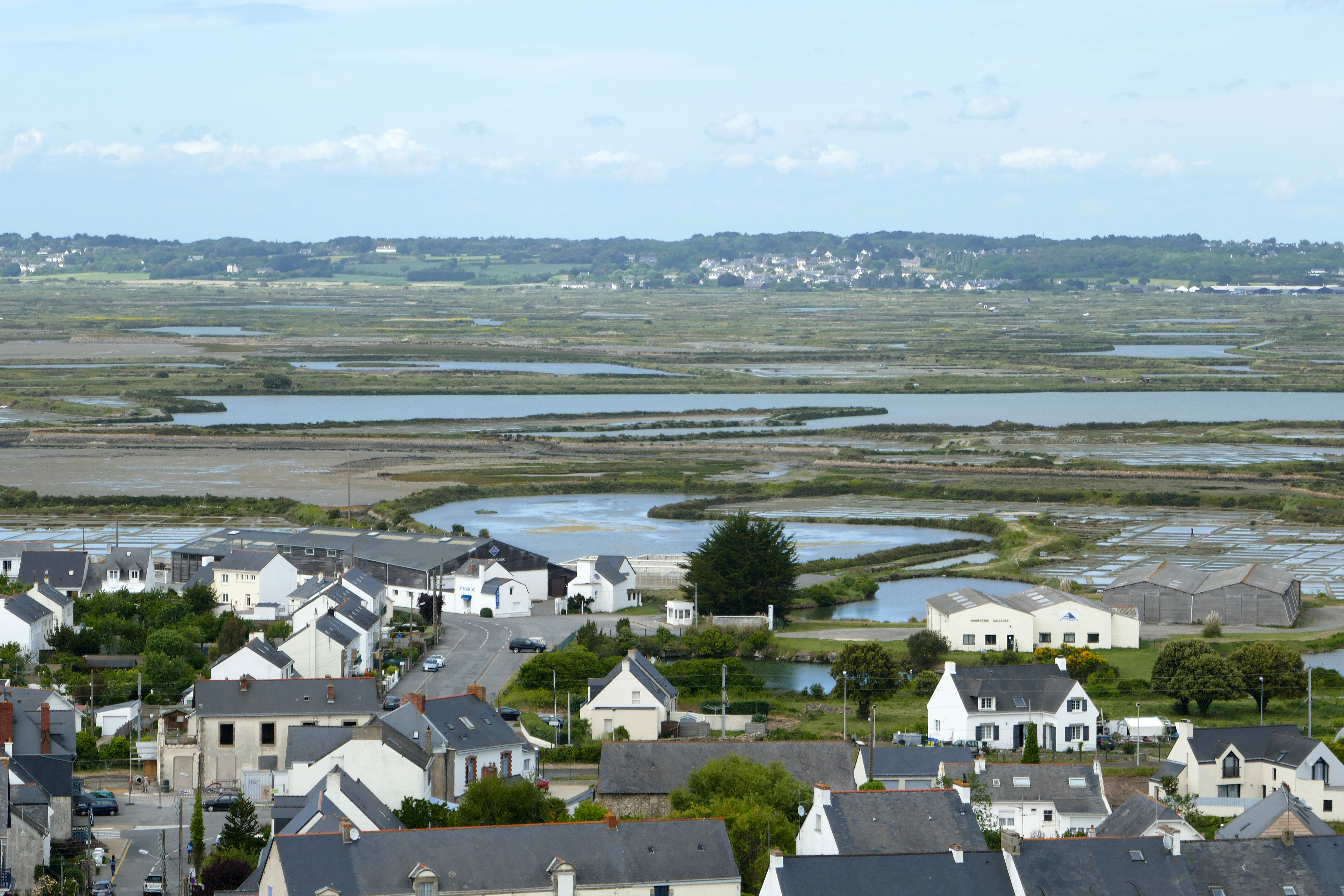
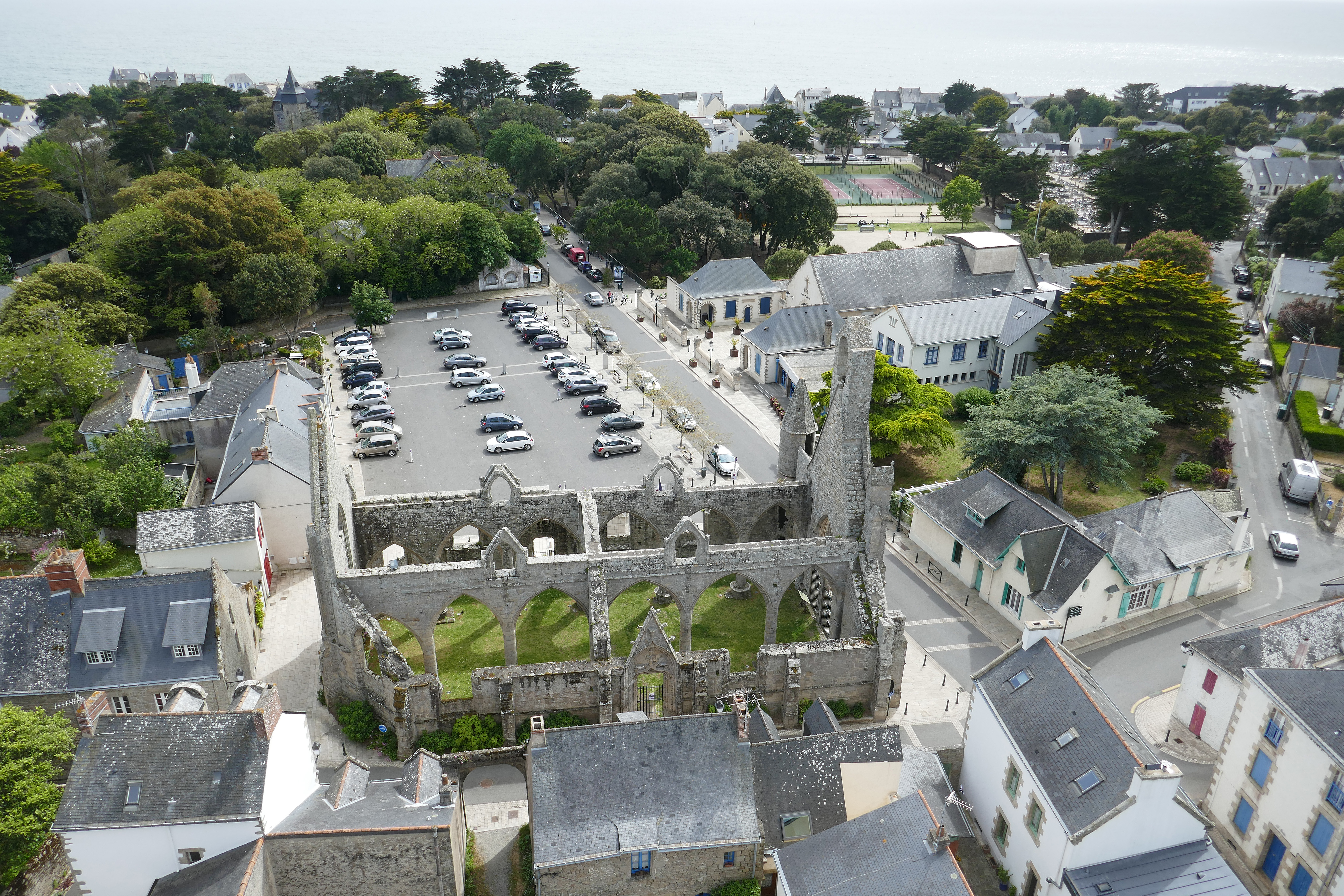

L'édifice est classé au titre des monuments historiques en 1909.

## Description
Elle abrite des statues, du mobilier, deux orgues du XVIIe siècle, des tableaux, des verrières, deux portes du XVIIe siècle et des objets inscrits à l'inventaire général du patrimoine culturel. L'intérieur surprend par la déviation du chœur, la masse des piliers soutenant des arcs gothiques largement ouverts et la voûte boisée en carène.

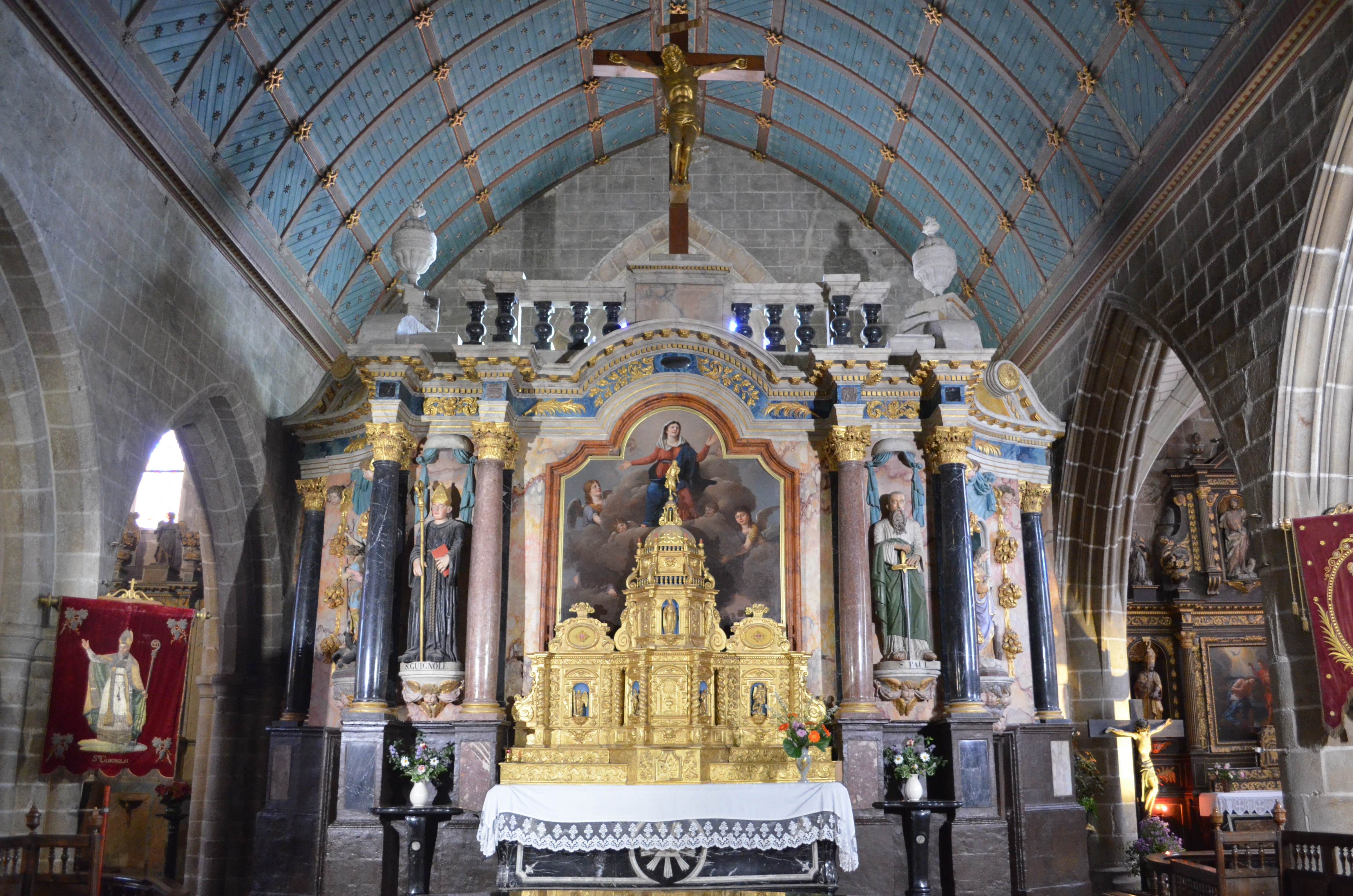
Chœur.
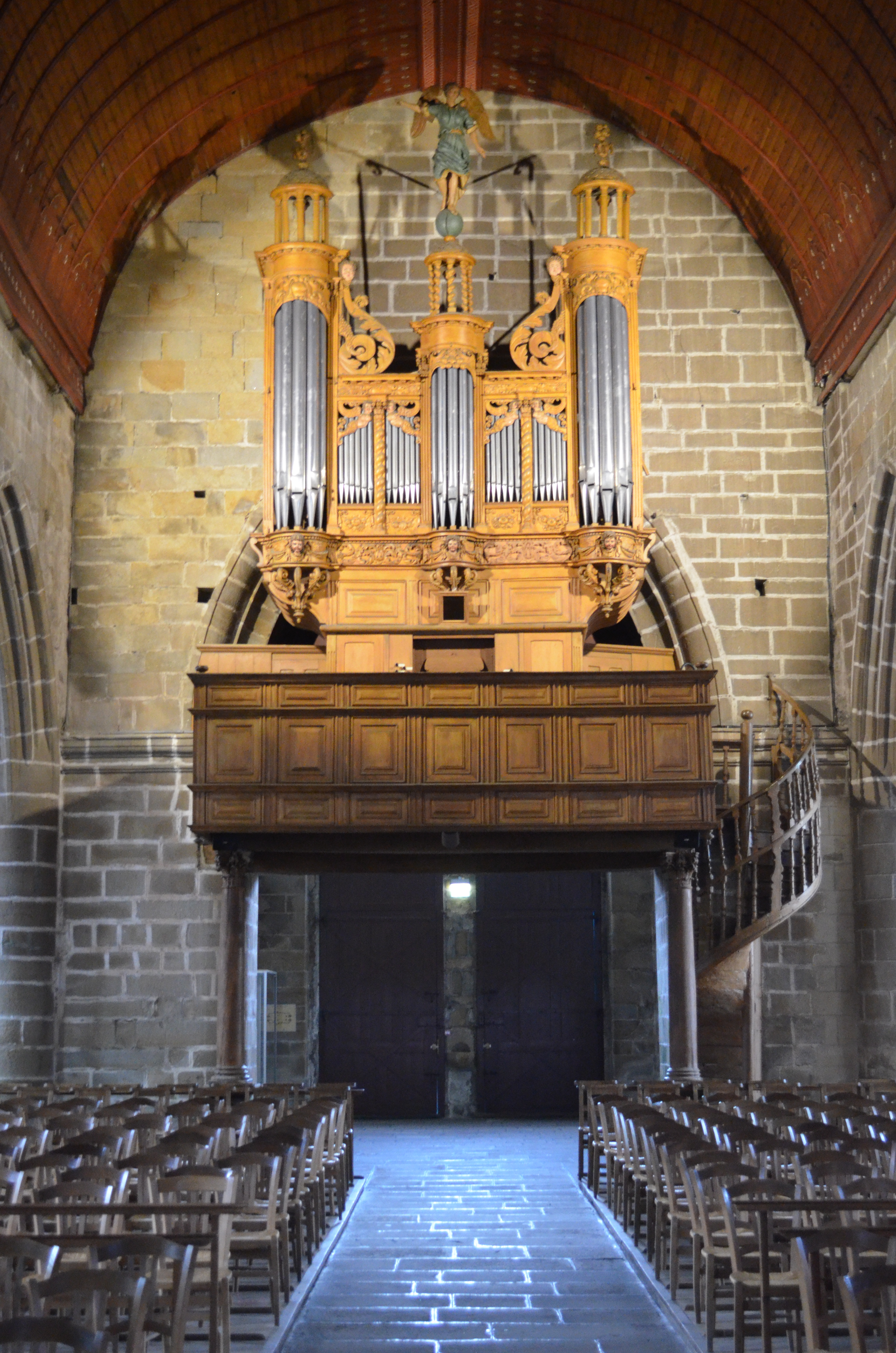
Buffet d'orgues.
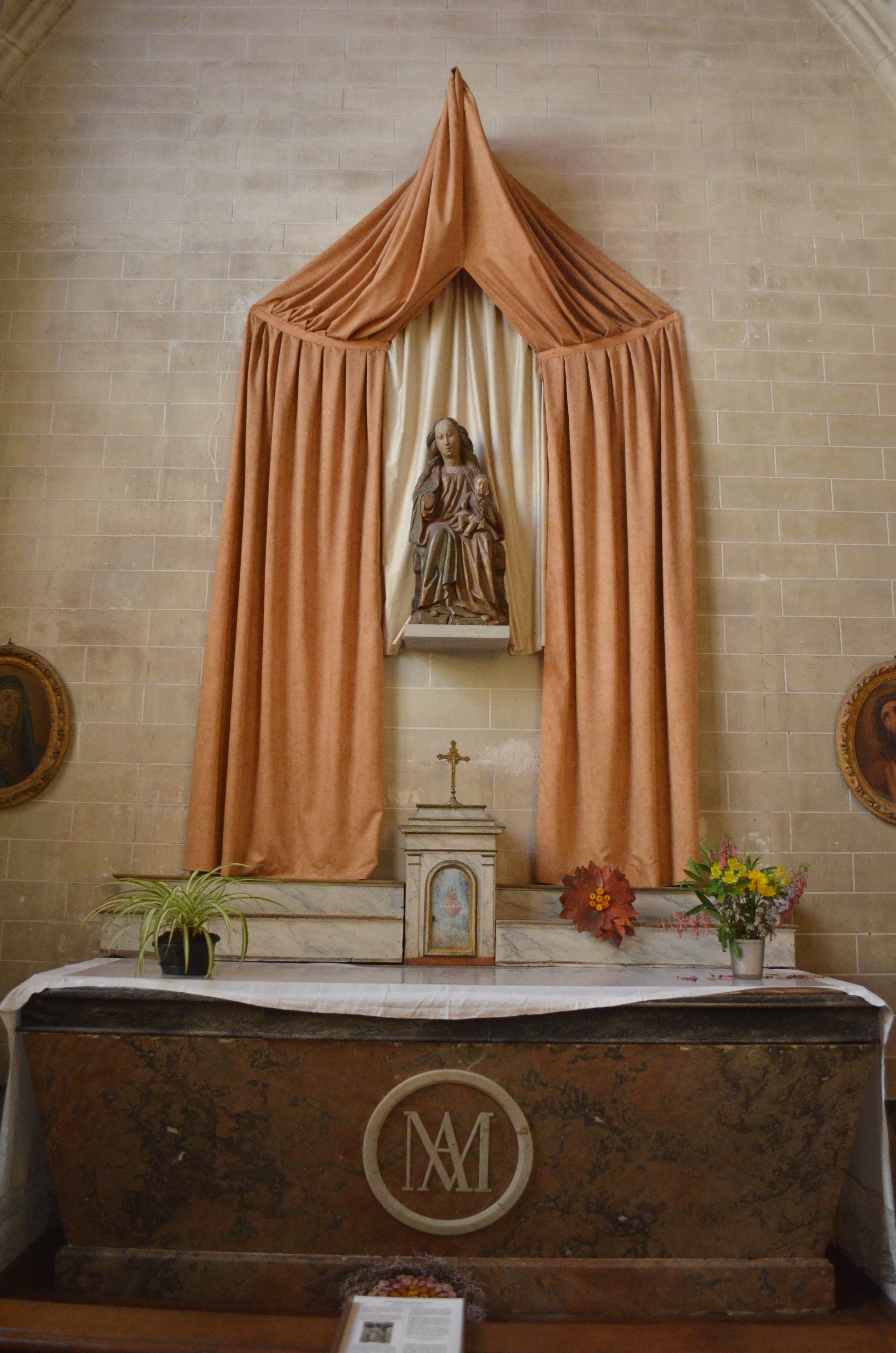
Chapelle du Rosaire, autel Notre-Dame-du-Précieux-Sang.
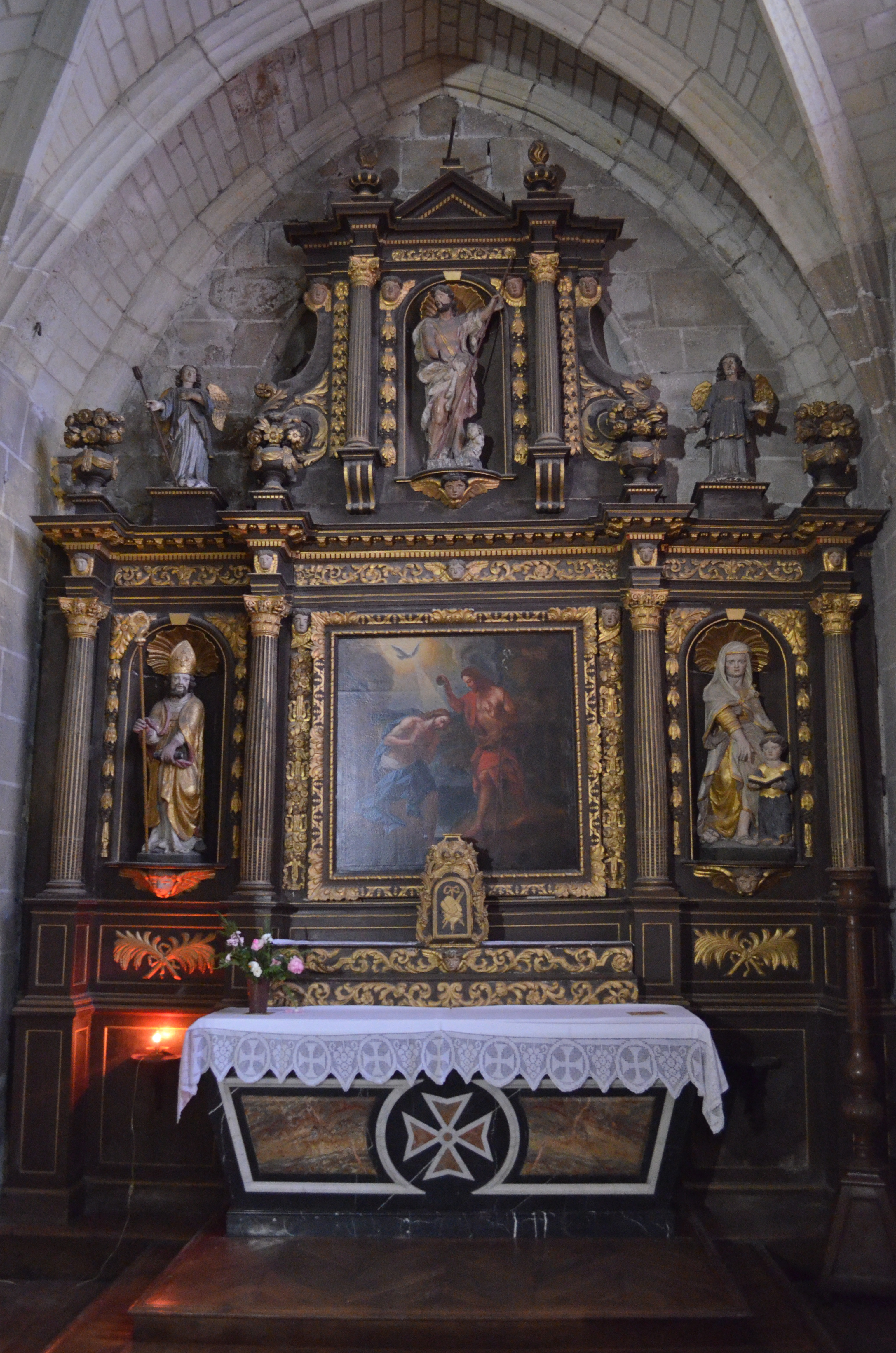
Autel du transept.
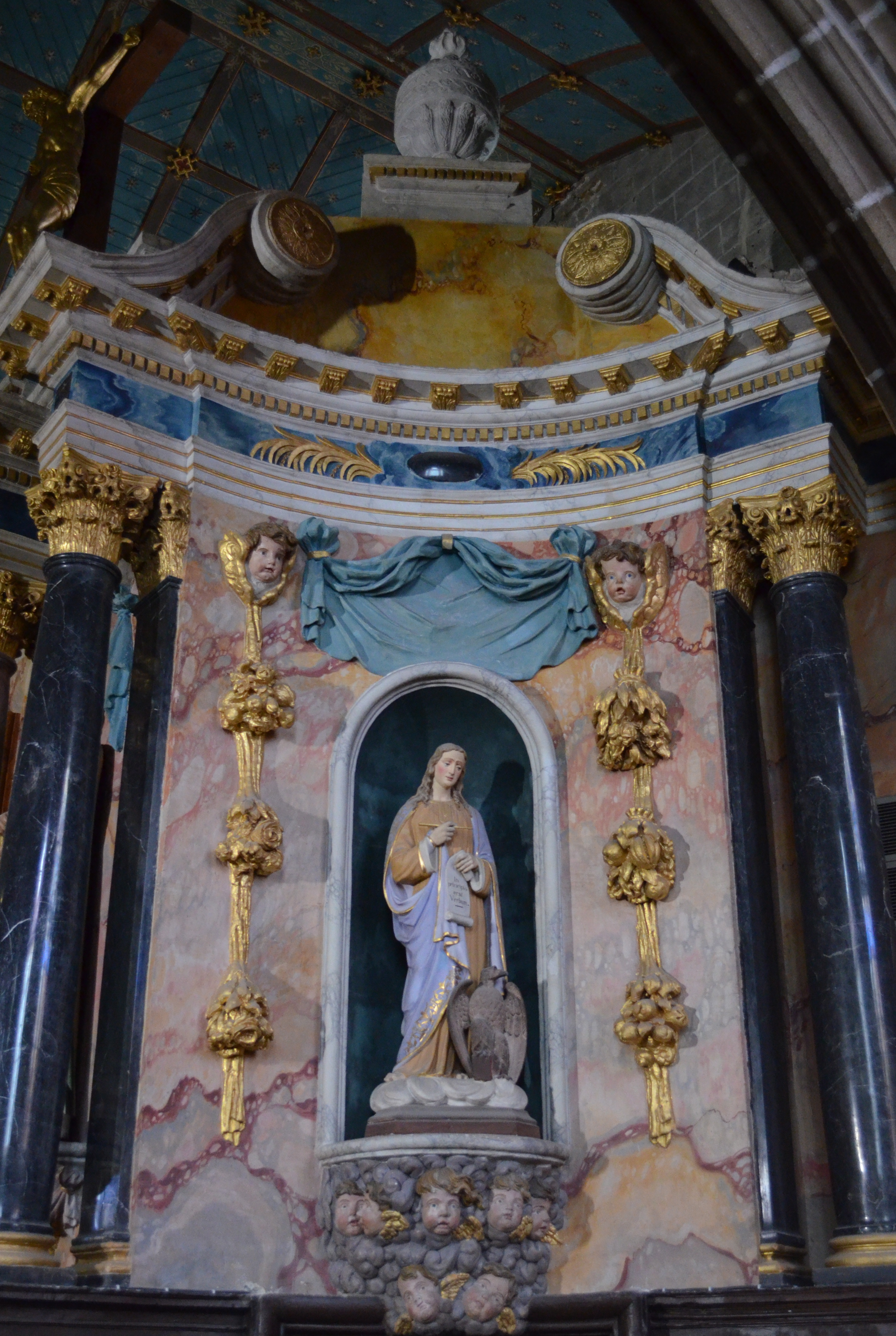
Côté de l'autel principal.

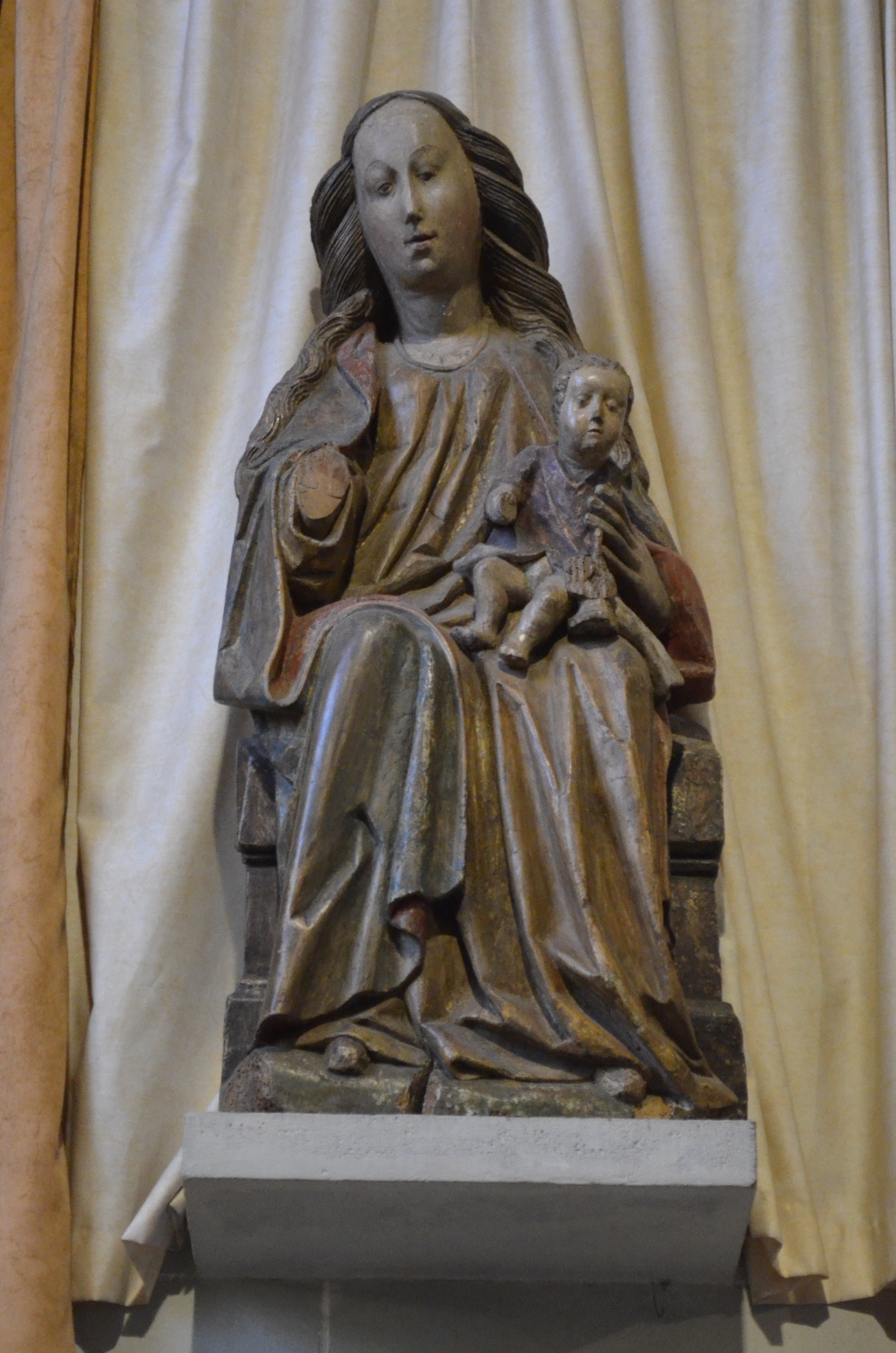
Notre-Dame-du-Précieux-Sang.
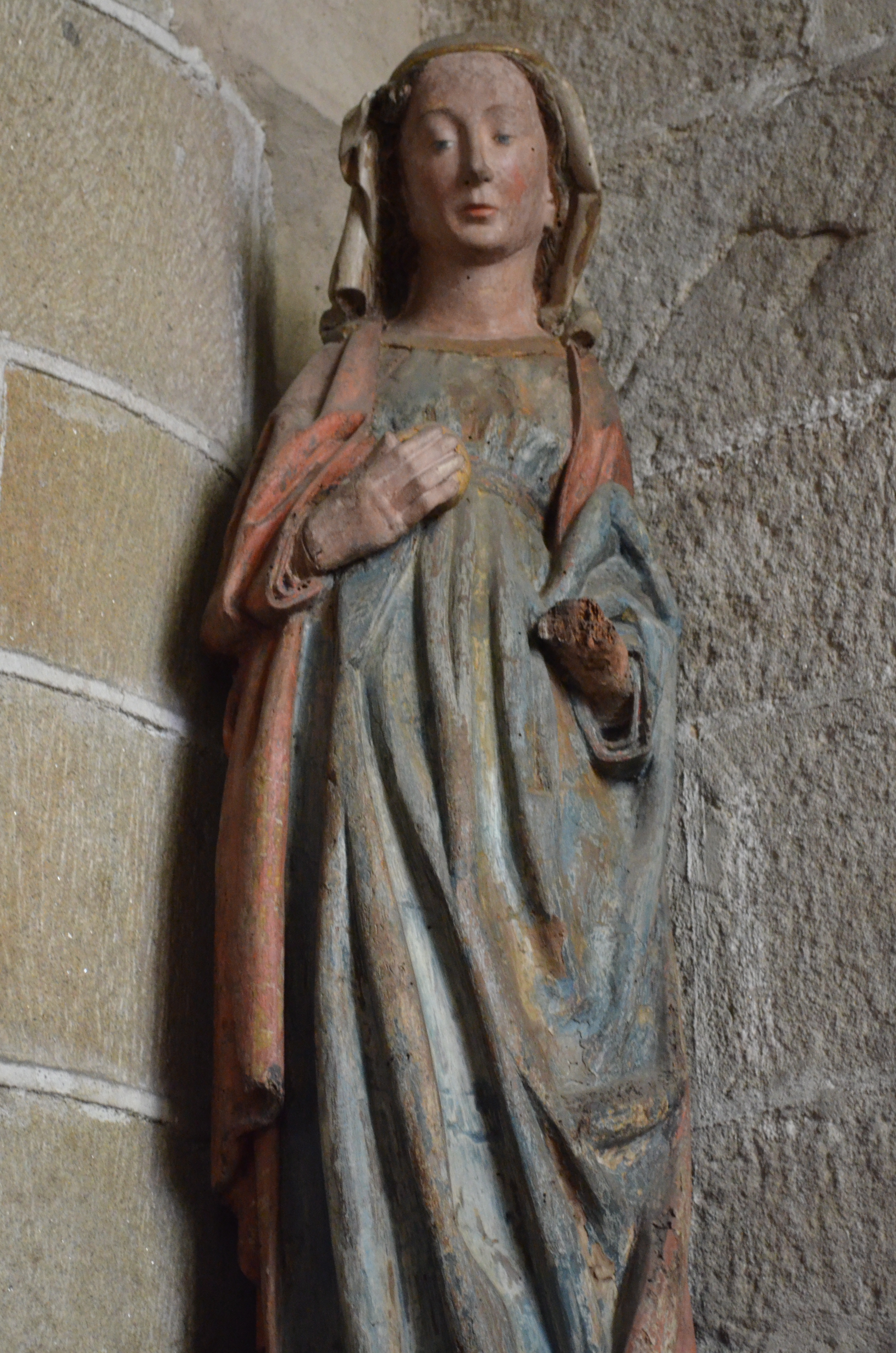
Vierge en bois.
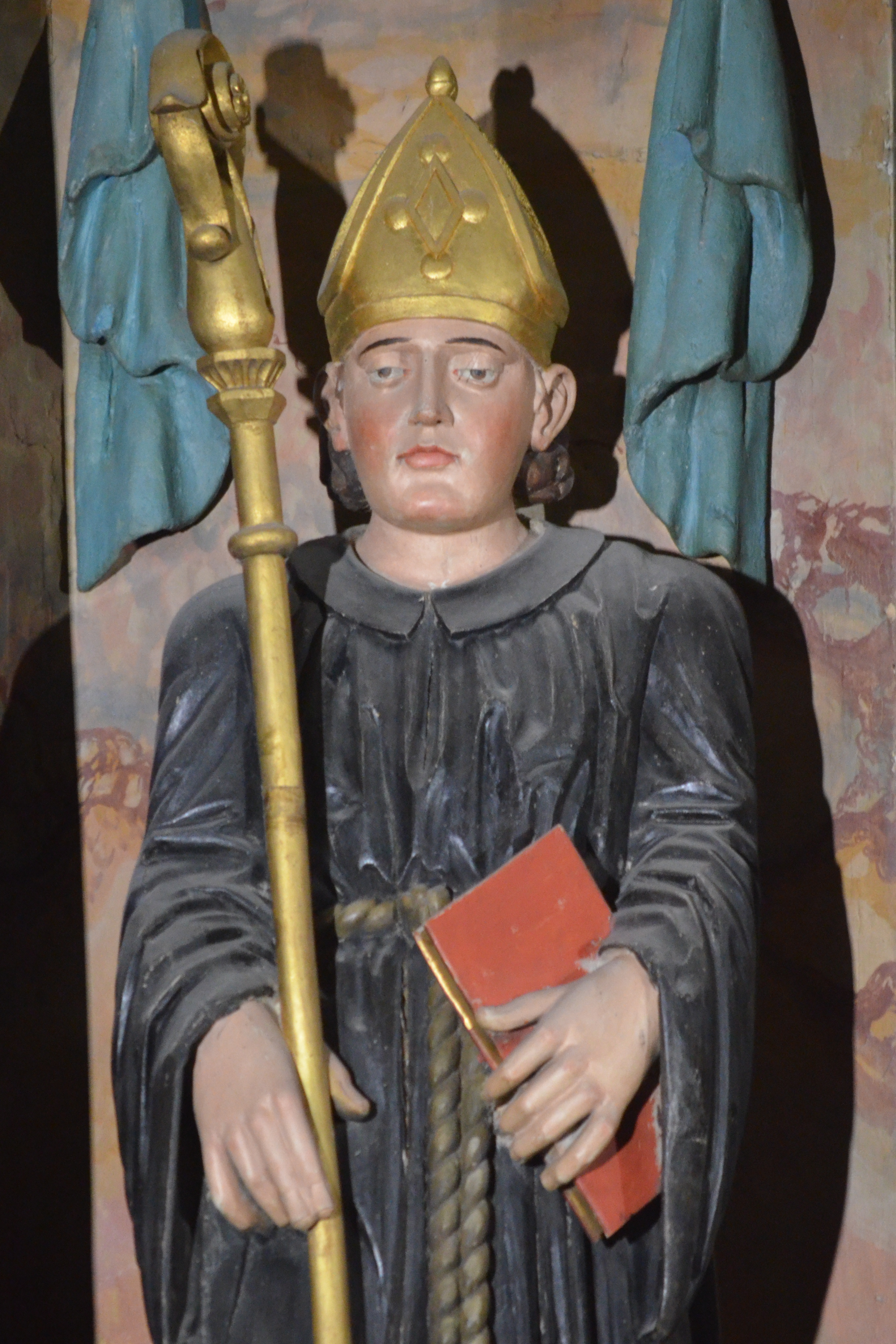
Saint Guénolé (Saint Guignolé).
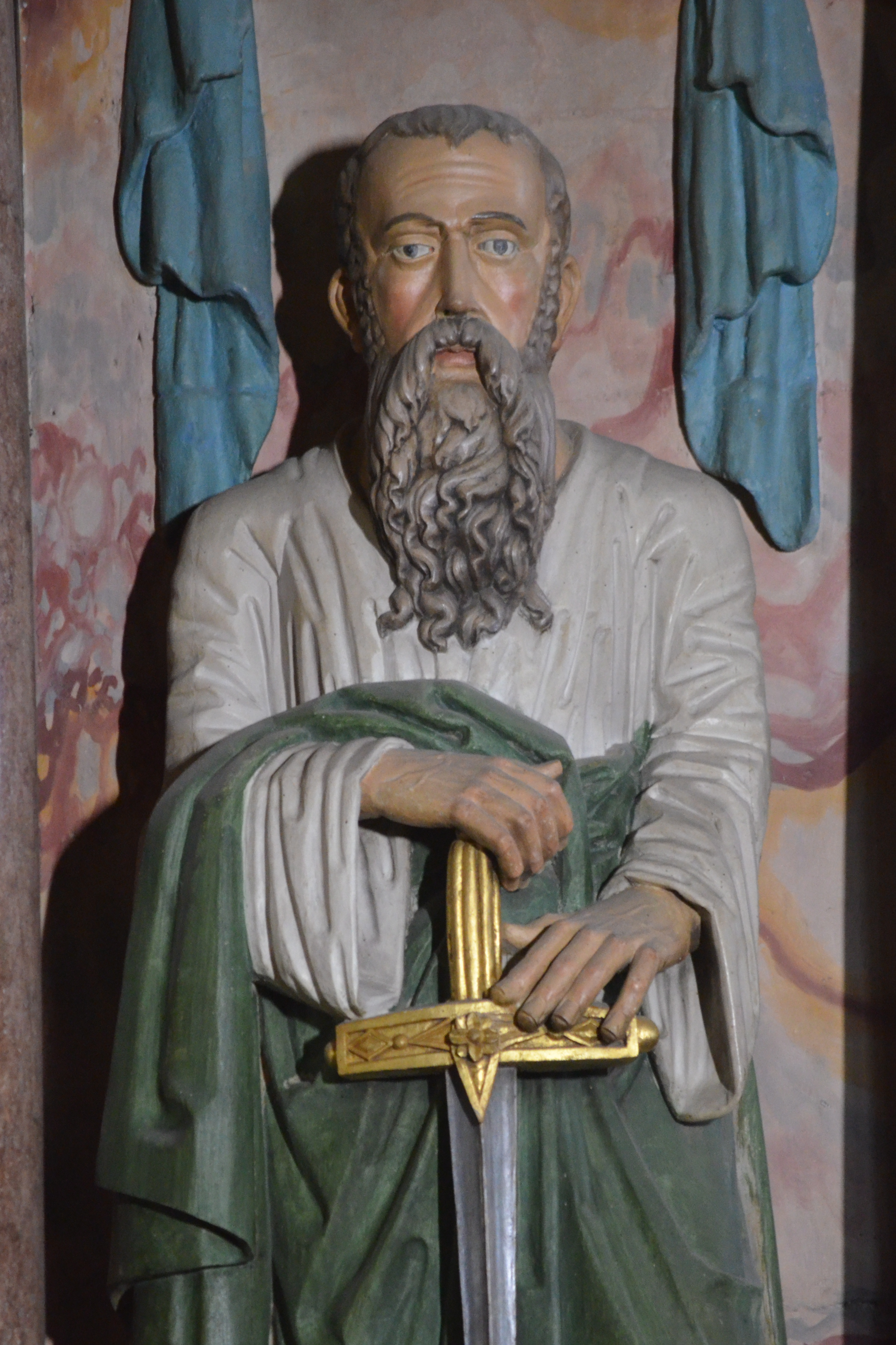
Saint Paul.
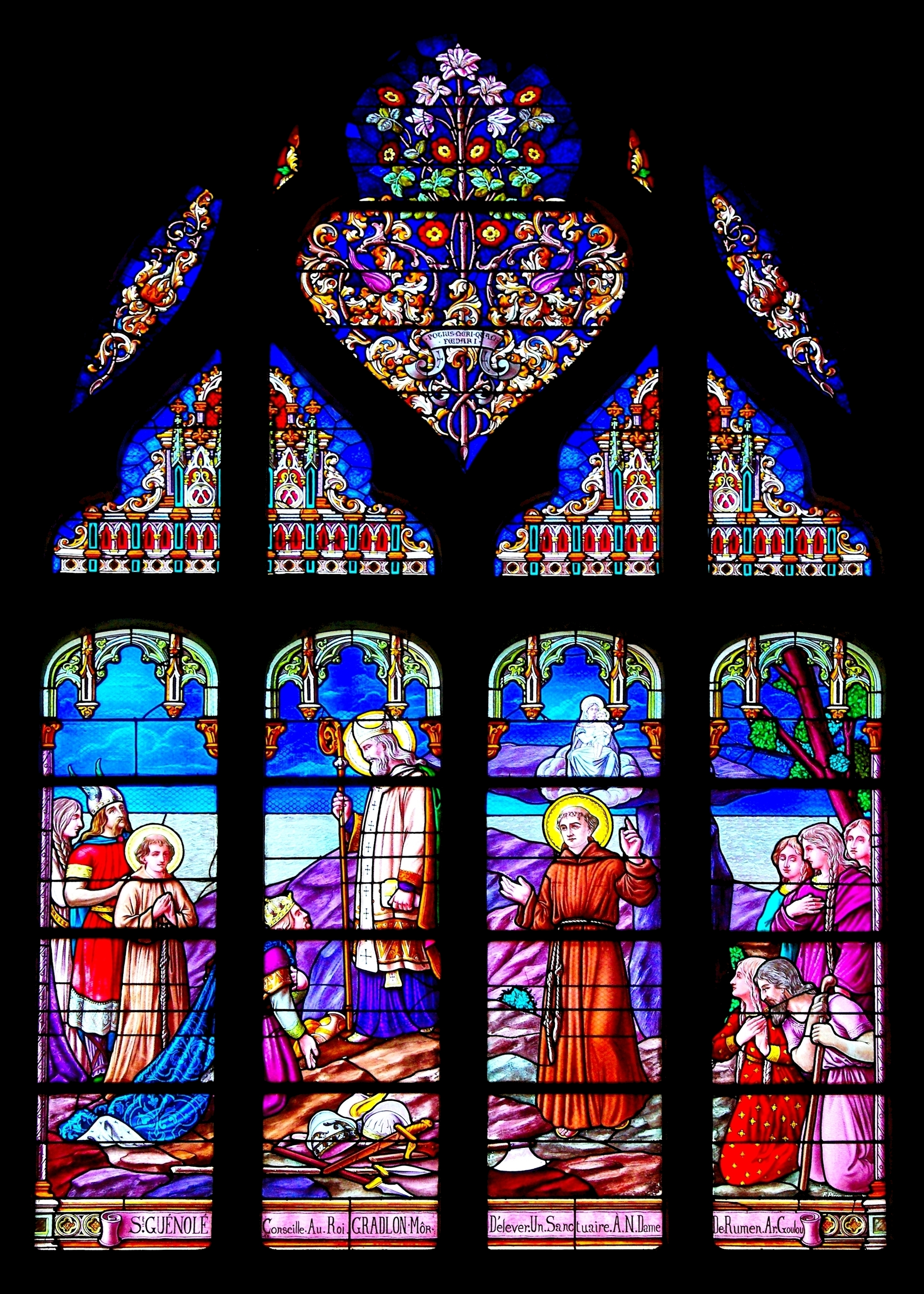
Vitrail représentant saint Guénolé et le roi Gradion.

Dans le bas-côté gauche, les clefs de voûte sont remarquables : au fond, sur le mur, se trouve une statue de Notre-Dame-du-Précieux-Sang. Un vitrail du bas-côté droit célèbre la consécration du monument en 1428.

Trois clefs de voûte
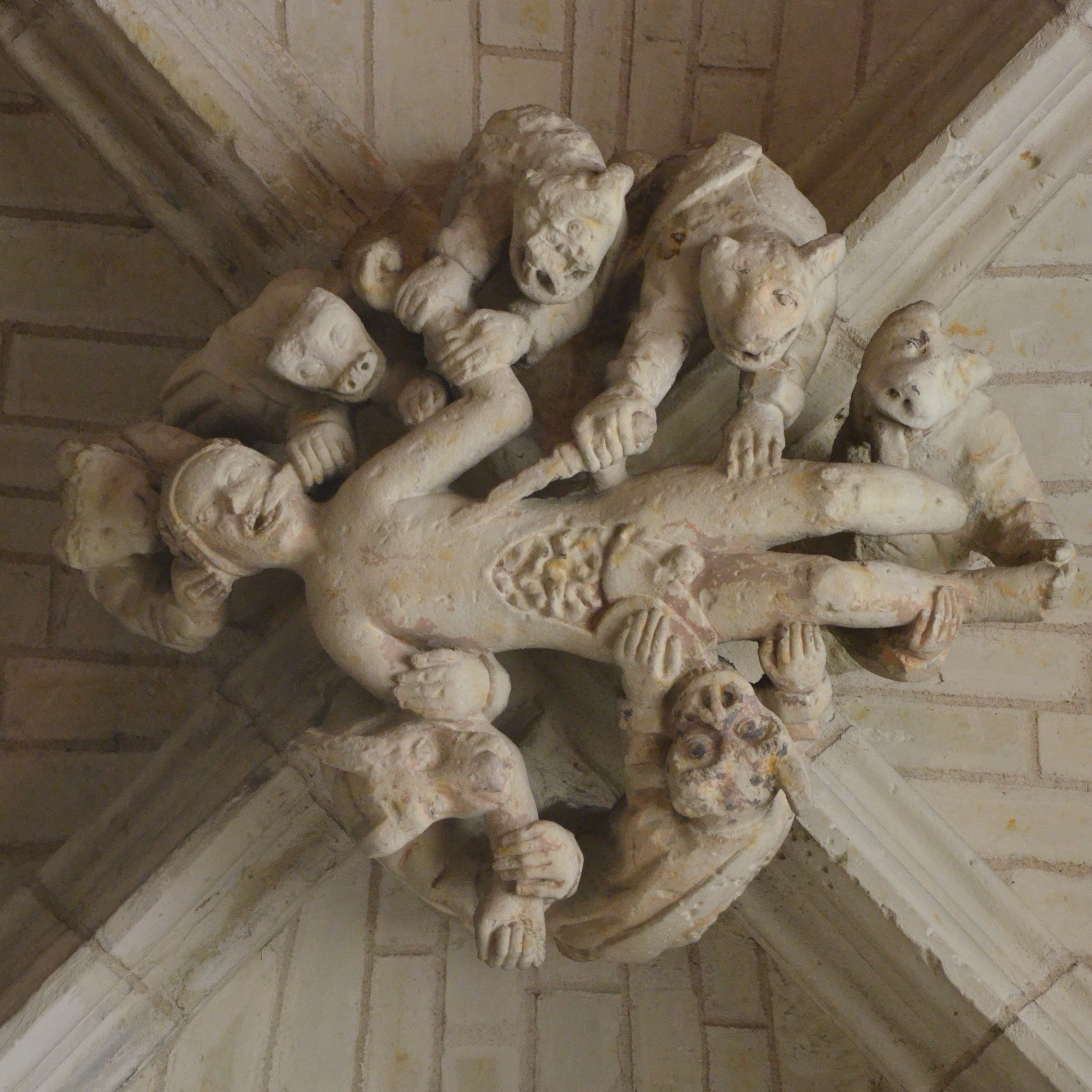
L'Homme et les 7 Péchés capitaux.
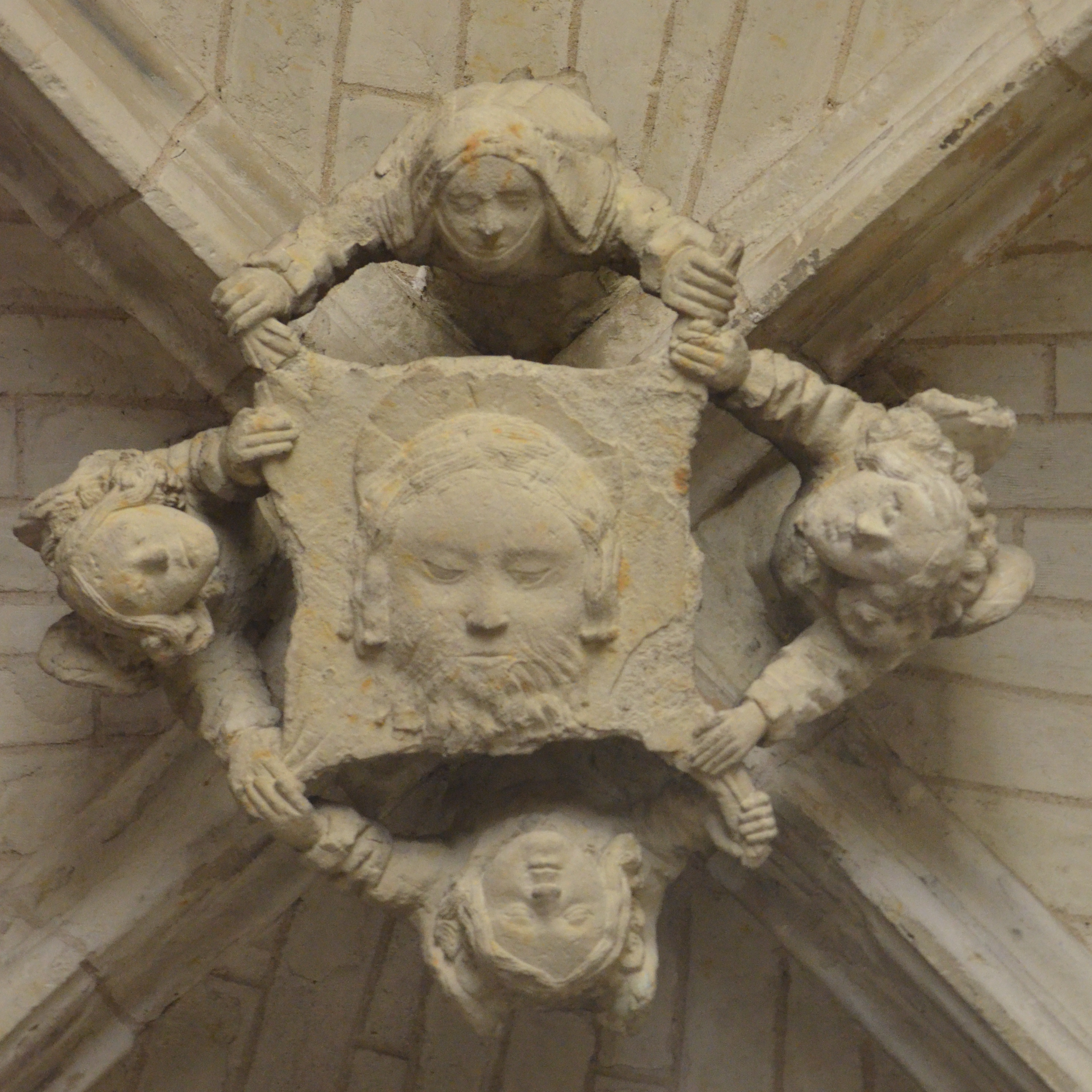
La « Sainte Face », tenue par sainte Véronique et 3 anges.
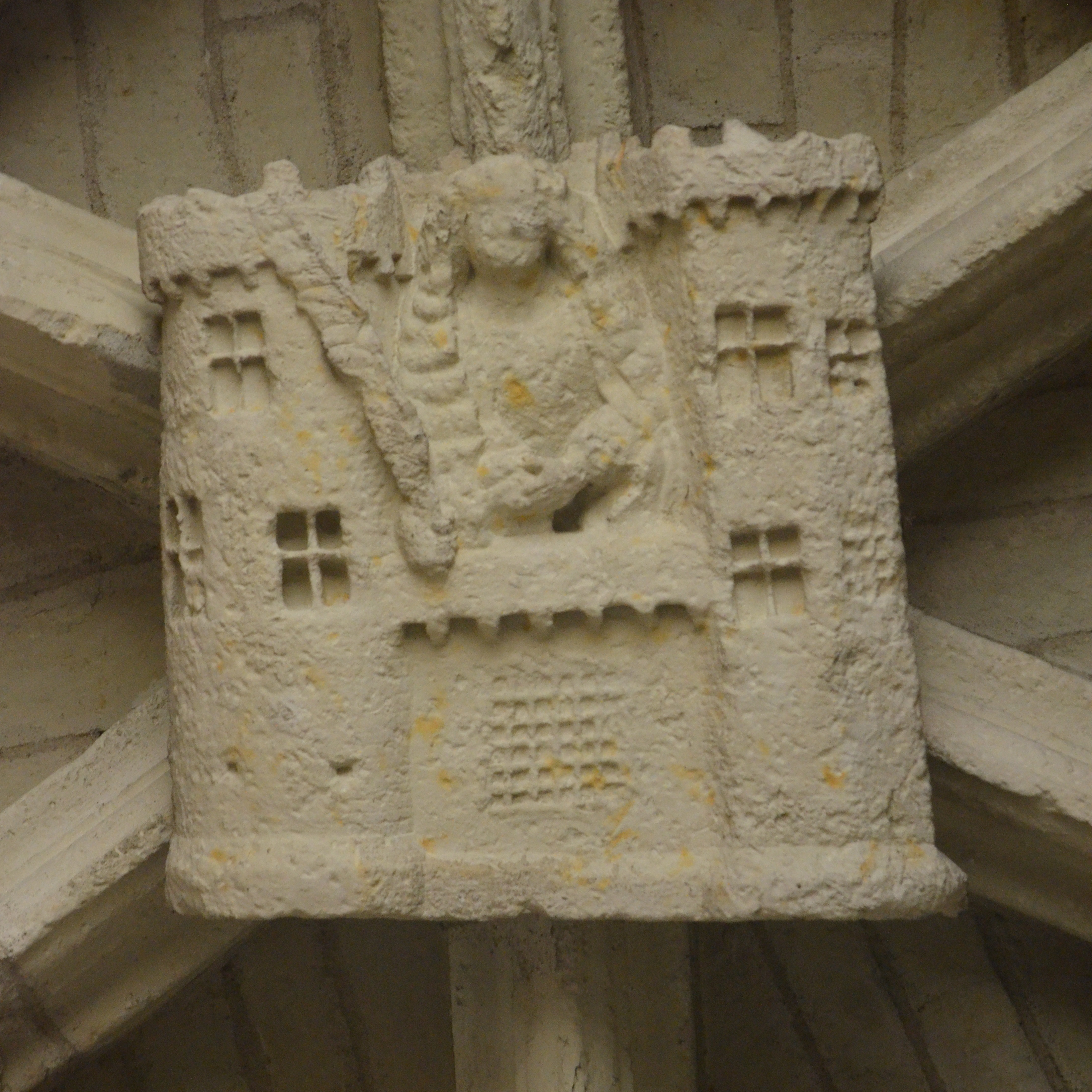
Jeanne de Navarre dans Guérande[réf. nécessaire].

Elle contient deux enfeus :
- Celui des prieurs de Batz ;
- Celui de la famille Bouchart, seigneur de Kerbouchart.